# Pitthea lacunata
Pitthea lacunata là một loài bướm đêm trong họ Geometridae.